# Beckeracris
Beckeracris is een geslacht van rechtvleugeligen uit de familie veldsprinkhanen (Acrididae). De wetenschappelijke naam van dit geslacht is voor het eerst geldig gepubliceerd in 1979 door Amédégnato & Descamps.

## Soorten
Het geslacht Beckeracris omvat de volgende soorten:
- Beckeracris bahiana Amédégnato & Descamps, 1979
- Beckeracris dimidiata Amédégnato & Descamps, 1979
- Beckeracris gestuosa Amédégnato & Descamps, 1979
- Beckeracris janeirensis Amédégnato & Descamps, 1979
- Beckeracris morroana Amédégnato & Descamps, 1979
- Beckeracris sooretama Amédégnato & Descamps, 1979